# Harry Werner Storz
Harry Werner Storz, född 3 mars 1904 i Halle an der Saale, död 13 augusti 1982 i Hamburg, var en tysk friidrottare.
Storz blev olympisk silvermedaljör på 4 x 400 meter vid sommarspelen 1928 i Amsterdam.